# タニア・カニョット
タニア・カニョット（イタリア語: Tania Cagnotto, イタリア語発音: [ˈtaːnja kaɲˈɲɔtto]; 1985年5月15日 - ）は、イタリア・ボルツァーノ出身の飛込競技選手。
世界水泳選手権で初めてメダルを獲得したイタリア人女性飛込競技選手である。2016年のリオデジャネイロオリンピックではフランチェスカ・ダラッペとともに出場した3mシンクロ飛板飛込で銀メダルを獲得した。イタリア水泳連盟のメンバーである。GN Fiamme Gialle – Bolzano Nuotoによってスポンサードされている。

## 経歴
タニア・カニョットは1985年にトレンティーノ＝アルト・アディジェ州ボルツァーノ自治県ボルツァーノに生まれた。父親は1970年代・1980年代にオリンピック飛込競技で4個のメダルを獲得したジョルジョ・カニョットであり、母親のカルメン・カステイネルもやはり飛込競技選手である。
2000年にはオーストラリアで開催されたシドニーオリンピックに出場し、3m板飛込で18位となった。2004年にはアテネオリンピックに出場し、3m板飛込で8位と、10m高飛込でも8位となった。アテネオリンピック後の2004年にスペイン・マドリードで開催されたヨーロッパ選手権では、10m高飛込で金メダルを獲得し、3m板飛込で銅メダルを獲得した。2005年にカナダ・モントリオールで開催された世界選手権では、10m高飛込で期待を裏切る成績だったが、3m板飛込では銅メダルを獲得した。
2009年にイタリア・ローマで開催された世界選手権では3m板飛込で3大会連続の銅メダルを獲得した。同大会の1m板飛込では4位となっている。同大会ではフランチェスカ・ダラッペとともに3mシンクロ板飛込に出場して銀メダルを獲得した。
2015年にロシアのカザンで開催された2015年世界水泳選手権では1m板飛込で金メダルを獲得し、世界選手権飛込競技で金メダルを獲得した初のイタリア人女性飛込選手となった。同大会では3m板飛込でも銅メダルを獲得している。2016年にブラジル・リオデジャネイロで開催されたリオデジャネイロオリンピックでは、ダラッペとともに出場した3mシンクロ板飛込で銀メダル、3m板飛込で銅メダルを獲得した。

## オリンピック競技結果
| 年   | 大会                         | 開催地           | 順位     | 種目             | 備考  |
| ---- | ---------------------------- | ---------------- | -------- | ---------------- | ----- |
| 2000 | シドニーオリンピック         | シドニー         | 18位     | 3m板飛込         | [ 4 ] |
| 2004 | アテネオリンピック           | アテネ           | 8位      | 3m板飛込         | [ 4 ] |
| 2004 | アテネオリンピック           | アテネ           | 8位      | 10m高飛込        | [ 4 ] |
| 2008 | 北京オリンピック             | 北京             | 5位      | 3m板飛込         | [ 4 ] |
| 2008 | 北京オリンピック             | 北京             | 10位     | 10m高飛込        | [ 4 ] |
| 2012 | ロンドンオリンピック         | ロンドン         | 4位      | 3m板飛込         |       |
| 2012 | ロンドンオリンピック         | ロンドン         | 4位      | 3mシンクロ板飛込 | [ 4 ] |
| 2016 | リオデジャネイロオリンピック | リオデジャネイロ | 銅メダル | 3m板飛込         |       |
| 2016 | リオデジャネイロオリンピック | リオデジャネイロ | 銀メダル | 3mシンクロ板飛込 |       |